# Чемпионат мира по регби 2019
Чемпионат мира по регби 2019 (англ. 2019 Rugby World Cup, яп. ラグビーワールドカップ2019) — девятый чемпионат мира по регби, финальная часть которого прошла с 20 сентября по 2 ноября 2019 года.
В 2019 году страной-хозяйкой турнира была объявлена Япония. Это первое мировое первенство в истории, проходящее в Азии. Церемония открытия состоялась на стадионе «Адзиномото» в городе Тёфу, а финал на стадионе «Ниссан» в Иокогаме.
Чемпионом мира в 3-й раз стала сборная ЮАР, обыгравшая сборную Англии со счётом 32:12.

## Выбор места проведения
В августе 2008 года Международный совет регби объявил, что заявки на проведение чемпионата мира 2019 года подали 9 стран: Австралия, Ирландия, Италия, Россия, Уэльс, Шотландия, ЮАР, Ямайка и Япония. К финальному обсуждению неснятыми остались только три заявки: от Италии, ЮАР и Японии. 28 июля 2009 года в Дублине было объявлено, что хозяевами восьмого и девятого чемпионатов мира станут Англия и Япония соответственно.

## Стадионы
После одобрения Японии в качестве места проведения чемпионата предполагалось, что некоторые игры турнира будут проведены в Гонконге и Сингапуре (проведение некоторых матчей не на территории страны-хозяйки уже практиковалось, например, в 1999 и 2007 годах), но позже от этой идеи было решено отказаться. Подбор стадионов, на которых пройдут матчи чемпионата мира начался в 2013 году. К концу 2014 года были поданы заявки от 22 префектур и городов Японии, последней заявку подала Иокогама, которая изначально отказалась от участия в отборе.
Планировалось, что церемония открытия и финал турнира пройдут на «Национальном стадионе» в Токио, который в 2014 году был закрыт на реконструкцию к Олимпиаде-2020. Летом 2015 года сроки завершения реконструкции были перенесены на 2020 год, поэтому церемония открытия была перенесена на «Адзиномото» в пригороде японской столицы, а финал на «Ниссан» в Иокогаме. Окончательный список арен, которые примут матчи чемпионата мира был представлен в сентябре 2015 года:
| Тёфу                             | Иокогама | Фукурои | Хигасиосака                      |
| -------------------------------- | --- | --- | -------------------------------- |
| «Адзиномото»                     | «Ниссан» | «Экопа» | «Ханадзоно»                      |
| 35°39′51″ с. ш. 139°31′37″ в. д. | 35°30′36″ с. ш. 139°36′22″ в. д. | 34°44′35″ с. ш. 137°58′13″ в. д. | 34°40′08″ с. ш. 135°37′35″ в. д. |
| Вместимость: 49 970              | Вместимость: 72 327 | Вместимость: 50 889 | Вместимость: 30 000              |
|                                  | | |                                  |
| Фукуока                          | Адзиномото Ниссан Экопа Ханадзоно Левел-5 Тоёта Саппоро-доум Оита-банк-доум Кумамото Атлетикс Кобе Уинг Кумагая Камаиси Рекавери МемориалРасположение 12 стадионов, которые примут чемпионат мира по регби 2019 | Адзиномото Ниссан Экопа Ханадзоно Левел-5 Тоёта Саппоро-доум Оита-банк-доум Кумамото Атлетикс Кобе Уинг Кумагая Камаиси Рекавери МемориалРасположение 12 стадионов, которые примут чемпионат мира по регби 2019 | Тоёта (город)                    |
| «Левел-5»                        | Адзиномото Ниссан Экопа Ханадзоно Левел-5 Тоёта Саппоро-доум Оита-банк-доум Кумамото Атлетикс Кобе Уинг Кумагая Камаиси Рекавери МемориалРасположение 12 стадионов, которые примут чемпионат мира по регби 2019 | Адзиномото Ниссан Экопа Ханадзоно Левел-5 Тоёта Саппоро-доум Оита-банк-доум Кумамото Атлетикс Кобе Уинг Кумагая Камаиси Рекавери МемориалРасположение 12 стадионов, которые примут чемпионат мира по регби 2019 | «Тоёта»                          |
| Вместимость: 22 563              | Адзиномото Ниссан Экопа Ханадзоно Левел-5 Тоёта Саппоро-доум Оита-банк-доум Кумамото Атлетикс Кобе Уинг Кумагая Камаиси Рекавери МемориалРасположение 12 стадионов, которые примут чемпионат мира по регби 2019 | Адзиномото Ниссан Экопа Ханадзоно Левел-5 Тоёта Саппоро-доум Оита-банк-доум Кумамото Атлетикс Кобе Уинг Кумагая Камаиси Рекавери МемориалРасположение 12 стадионов, которые примут чемпионат мира по регби 2019 | Вместимость: 45 000              |
| 33°35′09″ с. ш. 130°27′39″ в. д. | Адзиномото Ниссан Экопа Ханадзоно Левел-5 Тоёта Саппоро-доум Оита-банк-доум Кумамото Атлетикс Кобе Уинг Кумагая Камаиси Рекавери МемориалРасположение 12 стадионов, которые примут чемпионат мира по регби 2019 | Адзиномото Ниссан Экопа Ханадзоно Левел-5 Тоёта Саппоро-доум Оита-банк-доум Кумамото Атлетикс Кобе Уинг Кумагая Камаиси Рекавери МемориалРасположение 12 стадионов, которые примут чемпионат мира по регби 2019 | 35°05′04″ с. ш. 137°10′14″ в. д. |
|                                  | Адзиномото Ниссан Экопа Ханадзоно Левел-5 Тоёта Саппоро-доум Оита-банк-доум Кумамото Атлетикс Кобе Уинг Кумагая Камаиси Рекавери МемориалРасположение 12 стадионов, которые примут чемпионат мира по регби 2019 | Адзиномото Ниссан Экопа Ханадзоно Левел-5 Тоёта Саппоро-доум Оита-банк-доум Кумамото Атлетикс Кобе Уинг Кумагая Камаиси Рекавери МемориалРасположение 12 стадионов, которые примут чемпионат мира по регби 2019 |                                  |
| Саппоро                          | Адзиномото Ниссан Экопа Ханадзоно Левел-5 Тоёта Саппоро-доум Оита-банк-доум Кумамото Атлетикс Кобе Уинг Кумагая Камаиси Рекавери МемориалРасположение 12 стадионов, которые примут чемпионат мира по регби 2019 | Адзиномото Ниссан Экопа Ханадзоно Левел-5 Тоёта Саппоро-доум Оита-банк-доум Кумамото Атлетикс Кобе Уинг Кумагая Камаиси Рекавери МемориалРасположение 12 стадионов, которые примут чемпионат мира по регби 2019 | Оита                             |
| «Саппоро-доум»                   | Адзиномото Ниссан Экопа Ханадзоно Левел-5 Тоёта Саппоро-доум Оита-банк-доум Кумамото Атлетикс Кобе Уинг Кумагая Камаиси Рекавери МемориалРасположение 12 стадионов, которые примут чемпионат мира по регби 2019 | Адзиномото Ниссан Экопа Ханадзоно Левел-5 Тоёта Саппоро-доум Оита-банк-доум Кумамото Атлетикс Кобе Уинг Кумагая Камаиси Рекавери МемориалРасположение 12 стадионов, которые примут чемпионат мира по регби 2019 | «Оита-банк-доум»                 |
| 43°00′54″ с. ш. 141°24′35″ в. д. | Адзиномото Ниссан Экопа Ханадзоно Левел-5 Тоёта Саппоро-доум Оита-банк-доум Кумамото Атлетикс Кобе Уинг Кумагая Камаиси Рекавери МемориалРасположение 12 стадионов, которые примут чемпионат мира по регби 2019 | Адзиномото Ниссан Экопа Ханадзоно Левел-5 Тоёта Саппоро-доум Оита-банк-доум Кумамото Атлетикс Кобе Уинг Кумагая Камаиси Рекавери МемориалРасположение 12 стадионов, которые примут чемпионат мира по регби 2019 | 33°12′02″ с. ш. 131°39′27″ в. д. |
| Вместимость: 41 410              | Адзиномото Ниссан Экопа Ханадзоно Левел-5 Тоёта Саппоро-доум Оита-банк-доум Кумамото Атлетикс Кобе Уинг Кумагая Камаиси Рекавери МемориалРасположение 12 стадионов, которые примут чемпионат мира по регби 2019 | Адзиномото Ниссан Экопа Ханадзоно Левел-5 Тоёта Саппоро-доум Оита-банк-доум Кумамото Атлетикс Кобе Уинг Кумагая Камаиси Рекавери МемориалРасположение 12 стадионов, которые примут чемпионат мира по регби 2019 | Вместимость: 40 000              |
|                                  | Адзиномото Ниссан Экопа Ханадзоно Левел-5 Тоёта Саппоро-доум Оита-банк-доум Кумамото Атлетикс Кобе Уинг Кумагая Камаиси Рекавери МемориалРасположение 12 стадионов, которые примут чемпионат мира по регби 2019 | Адзиномото Ниссан Экопа Ханадзоно Левел-5 Тоёта Саппоро-доум Оита-банк-доум Кумамото Атлетикс Кобе Уинг Кумагая Камаиси Рекавери МемориалРасположение 12 стадионов, которые примут чемпионат мира по регби 2019 |                                  |
| Кумамото                         | Кобе | Кумагая | Камаиси                          |
| «Кумамото Атлетикс»              | «Кобе Уинг» | «Кумагая» | «Камаиси Рекавери Мемориал»      |
| 32°50′13″ с. ш. 130°48′00″ в. д. | 34°39′24″ с. ш. 135°10′08″ в. д. | 36°09′50″ с. ш. 139°24′40″ в. д. | 39°16′ с. ш. 141°53′ в. д.       |
| Вместимость: 32 000              | Вместимость: 30 312 | Вместимость: 24 000 | Вместимость: 16 187              |
|                                  | | |                                  |

## Квалификация

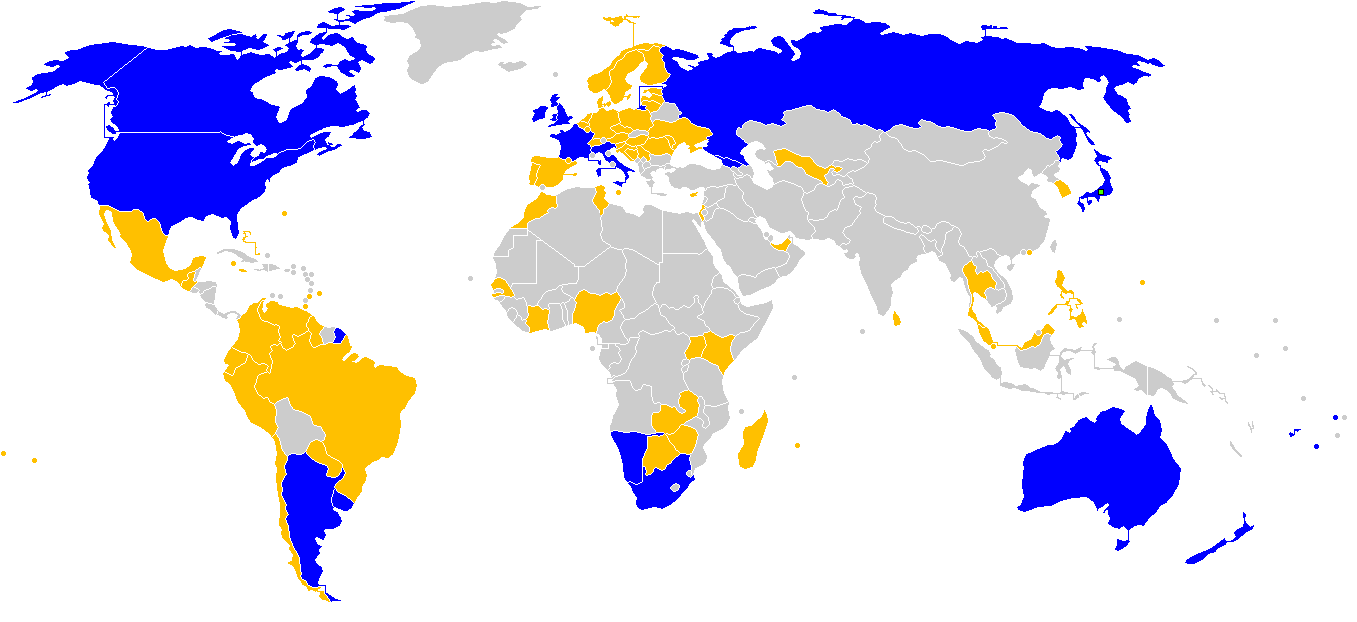
Команды, квалифицировавшиеся на турнир
Команды, не сумевшие квалифицироваться на турнир
Команды, не приглашённые к участию или не члены World Rugby

12 команд квалифицировались на турнир автоматически, заняв первые три места в своих группах на чемпионате мира по регби 2015. Сборная Японии попала на чемпионат на правах хозяев, однако «храбрые цветы» получили бы место даже не проводись турнир в Японии — они заняли третье место в группе B. Семь мест определились сначала в континентальных квалификационных турнирах, а затем и в межрегиональных. Последняя, восьмая команда, определилась по результатам утешительного турнира, где сыграли лучшие не отобравшиеся сборные каждого континента. Победителем утешительного турнира и обладателем последней путёвки стала сборная Канады. В итоге состав участников полностью повторил состав участников чемпионата мира 2015 года, за одним исключением — Россия заменила Румынию.

### Европа
Семь команд из Европы квалифицировались на турнир автоматически, ещё одна путёвка в турнир и одна путёвка в стыковые матчи с Океанией были разыграны в квалификации. Занявшие 1 и 2 места команды Румынии и Испании были дисквалифицированы за неправильное использование натурализованных игроков. В итоге прямая путёвка на турнир досталась России, а в стыковые матчи вышла Германия.

### Америка
В ходе многоступенчатого квалификационного турнира, в котором поучаствовали 20 сборных со всего Нового Света, первую путёвку на турнир получил победитель — команда США. Именно команды из этой географической зоны стали первыми, кто начал отбор к чемпионату мира 2019 — 6 марта 2016 года матч провели сборные Сент-Винсента и Гренадин и Ямайки. Главным арбитром матча выступил валлиец Найджел Оуэнс, судивший финал предыдущего мирового первенства, а победу со счётом 48:0 одержали ямайцы. В финале квалификации встретились сильнейшие сборные Северной Америки — США и Канада. В двухматчевом противостоянии победу одержали «Орлы» (28:28 и 52:16), а «Кленовые листья» вынуждены были довольствоваться ещё одной парой игр, на этот раз уже против сильнейшей команды южного континента, Уругвая. В итоге сборная Уругвая одержала трудную победу и завоевала вторую путёвку, а сборная Канады отправилась в утешительный турнир.

### Азия
Вторым регионом, вступившим в гонку за места в финальной части турнира стала Азия. В предыдущих квалификациях для отбора было достаточно победить в чемпионате Азии, но поскольку сборная Японии отобралась для участия на правах хозяев, вторая команда из этой части света могла претендовать на попадание на чемпионат мира только в случае победы в межрегиональном плей-офф и в последующем утешительном турнире.
Процесс квалификации продлился два года, и в решающем турнире, чемпионате Азии 2018 года, победу впервые в своей истории завоевала сборная Гонконга. После этого «Драконы» в двухматчевом противостоянии встретились со сборной Островов Кука, четвёртой командой Океании, и одержали победу с общим счётом 77:3. Это обеспечило азиатской команде место в утешительном турнире.

### Океания
В июне 2016 года начался отбор на чемпионат мира среди команд из Океании. В отличие от Америки, там процесс проходил в рамках региональных турниров — Кубка тихоокеанских наций 2016 и 2017 годов. Победитель обоих соревнований сборная Фиджи, а также занявшие второе место тонганцы получили по месту на чемпионате мира. Третья команда, Самоа, отправилась в стыковые матчи со второй командой Европы.

### Африка
В ходе африканского отбора разыгрывались одна прямая путёвка и одно место в утешительном турнире. В итоге на чемпионат мира отобралась сборная Намибии, а сборная Кении получила место в утешительном турнире.

### Стыковые матчи
Стыковые матчи проводились между третьей командой Океании и второй командой Европы. Победитель получил прямую путёвку, проигравший отправлялся на утешительный турнир. Финишировавшая на третьей позиции команда Самоа в 2018 году сыграла со второй командой Европы, сборной Германии, и с общим счётом 108:43 выиграла место в финальном турнире, Германия стала участником утешительного турнира.

### Утешительный турнир
В утешительном турнире участвовали 4 команды — Канада (3 место в Америке), Германия (2 место в Европе), Гонконг (1 место в Азии) и Кения (2 место в Африке). Победителем утешительного турнира стали канадцы, выигравшие все три матча и завоевавшие последнюю, 20-ю путёвку на турнир.

### Квалифицировавшиеся команды
| Сборная        | Как квалифицировались   | Регион  | Участвовали, раз | Лучший результат             | Место в рейтинге на начало турнира |
| -------------- | ----------------------- | ------- | ---------------- | ---------------------------- | ---------------------------------- |
| Япония         | Хозяева                 | Азия    | 8                | Групповой этап               |                                    |
| Аргентина      | Автоматически           | Америка | 8                | Третье место (2007)          |                                    |
| ЮАР            | Автоматически           | Африка  | 6                | Чемпионы (1995, 2007)        |                                    |
| Англия         | Автоматически           | Европа  | 8                | Чемпионы (2003)              |                                    |
| Грузия         | Автоматически           | Европа  | 4                | Групповой этап               |                                    |
| Ирландия       | Автоматически           | Европа  | 8                | Четвертьфинал (6 раз)        |                                    |
| Италия         | Автоматически           | Европа  | 8                | Групповой этап               |                                    |
| Уэльс          | Автоматически           | Европа  | 8                | Третье место (1987)          |                                    |
| Франция        | Автоматически           | Европа  | 8                | Финалисты (1987, 1999, 2011) |                                    |
| Шотландия      | Автоматически           | Европа  | 8                | Четвёртое место (1991)       |                                    |
| Австралия      | Автоматически           | Океания | 8                | Чемпионы (1991, 1999)        |                                    |
| Новая Зеландия | Автоматически           | Океания | 8                | Чемпионы (1987, 2011, 2015)  |                                    |
| Канада         | Через отборочный турнир | Америка | 8                | Четвертьфинал (1991)         |                                    |
| США            | Через отборочный турнир | Америка | 7                | Групповой этап               |                                    |
| Уругвай        | Через отборочный турнир | Америка | 3                | Групповой этап               |                                    |
| Намибия        | Через отборочный турнир | Африка  | 5                | Групповой этап               |                                    |
| Россия         | Через отборочный турнир | Европа  | 1                | Групповой этап (2011)        |                                    |
| Самоа          | Через отборочный турнир | Океания | 7                | Четвертьфинал (1991, 1995)   |                                    |
| Тонга          | Через отборочный турнир | Океания | 7                | Групповой этап               |                                    |
| Фиджи          | Через отборочный турнир | Океания | 7                | Четвертьфинал (1987, 2007)   |                                    |

## Жеребьёвка
Жеребьёвка турнира прошла 10 мая 2017 года в Киото. Перед предыдущими турнирами событие проводилось в декабре сразу после тестовых матчей, однако на этот раз World Rugby приняло решение отодвинуть его на несколько месяцев, чтобы дать командам возможность набрать больше очков в мировом рейтинге. Непосредственно перед жеребьёвкой 12 автоматически квалифицировавшихся команд были разделены на три корзины по четыре в каждой в зависимости от их места в мировом рейтинге по состоянию на 10 мая:
- Корзина 1: Новая Зеландия (1); Англия (2); Австралия (3); Ирландия (4).
- Корзина 2: Шотландия (5); Уэльс (6); ЮАР (7); Франция (8).
- Корзина 3: Аргентина (9); Япония (11); Грузия (12); Италия (15).

Остальные 8 команд были распределены по двум корзинам в зависимости от выступления каждого региона на предыдущих чемпионатах мира следующим образом:
- Корзина 4: Океания 1; Америка 1; Европа 1; Африка 1.
- Корзина 5: Океания 2; Америка 2; Победитель плей-офф (Европа 2/Океания 3); Победитель утешительного турнира.

Во время жеребьёвки команды были распределены в четыре группы по пять команд следующим образом:
| Группа А                               | Группа B                                 | Группа C                           | Группа D                             |
| -------------------------------------- | ---------------------------------------- | ---------------------------------- | ------------------------------------ |
| Ирландия Шотландия Япония Россия Самоа | Новая Зеландия ЮАР Италия Намибия Канада | Англия Франция Аргентина США Тонга | Австралия Уэльс Грузия Фиджи Уругвай |

## Регламент чемпионата
Регламент чемпионата не претерпел изменений по сравнению с прошлым первенством. 20 участвующих в турнире команд поделены на 4 группы, по 5 команд в каждой. Лучшие две команды каждой группы по итогам группового турнира выходят в ¼ финала. Далее соревнования проводятся по системе с выбыванием.
Очки за матч начисляются по системе с бонусами. Команде победительнице встречи начисляется 4 очка, проигравшей — 0, за ничью команды получают 2 очка. Кроме этого команды получают бонусное очко в случае реализации 4 и более попыток за игру (вне зависимости от исхода встречи), а также одно бонусное очко начисляется проигравшей команде в случае поражения в 7 и менее очков.

## Церемония открытия

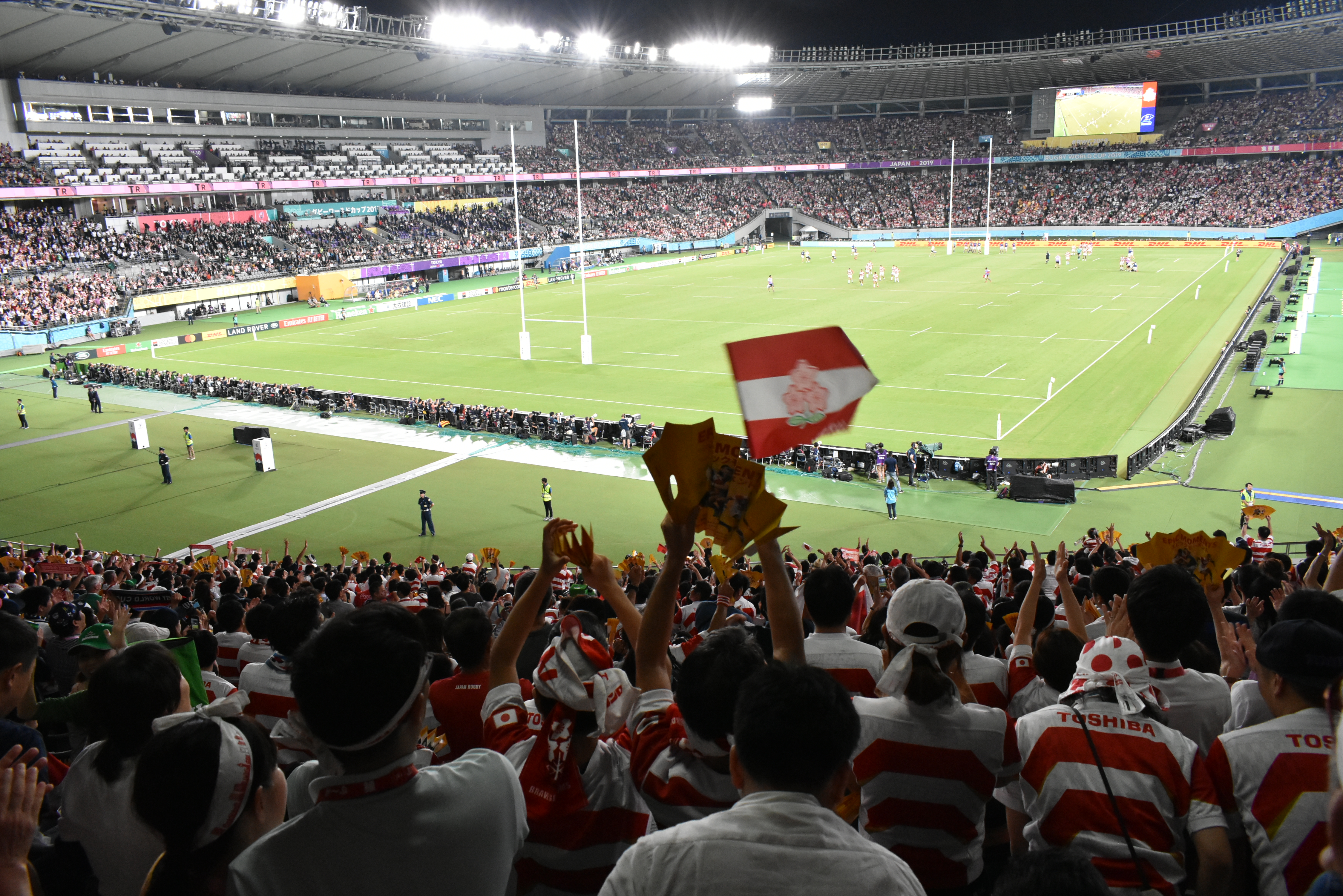
Церемония открытия

Церемония открытия прошла 20 сентября на стадионе Адзиномото перед стартовым матчем Япония — Россия. В церемонии приняла участие пилотажная группа Blue Impulse. Официальный гимн всех чемпионатов мира по регби под названием World in Union исполнила на церемонии открытия вокалистка рок-группы Ikimono-gakari Киёэ Ёсиока.

## Групповой этап

### Группа А
| Команда   | 1     | 2     | 3     | 4     | 5     | В | Н | П | Разность | Бонус | Очки |
| --------- | ----- | ----- | ----- | ----- | ----- | - | - | - | -------- | ----- | ---- |
| Япония    |       | 19:12 | 28:21 | 38:19 | 30:10 | 4 | 0 | 0 | 115-62   | 3     | 19   |
| Ирландия  | 12:19 |       | 27:3  | 47:5  | 35:0  | 3 | 0 | 1 | 121-27   | 4     | 16   |
| Шотландия | 21:28 | 3:27  |       | 34:0  | 61:0  | 2 | 0 | 2 | 119-55   | 3     | 11   |
| Самоа     | 19:38 | 5:47  | 0:34  |       | 34:9  | 1 | 0 | 3 | 58-128   | 1     | 5    |
| Россия    | 10:30 | 0:35  | 0:61  | 9:34  |       | 0 | 0 | 4 | 19-160   | 0     | 0    |

### Группа B
| Команда        | 1     | 2     | 3     | 4     | 5    | В | Н | П | Разность | Бонус | Очки |
| -------------- | ----- | ----- | ----- | ----- | ---- | - | - | - | -------- | ----- | ---- |
| Новая Зеландия |       | 23:13 | 0:0*  | 71:9  | 63:0 | 3 | 1 | 0 | 157-22   | 2     | 16   |
| ЮАР            | 13:23 |       | 49:3  | 57:3  | 66:7 | 3 | 0 | 1 | 185-36   | 3     | 15   |
| Италия         | 0:0*  | 3:49  |       | 37:22 | 48:7 | 2 | 1 | 1 | 98-78    | 2     | 12   |
| Намибия        | 9:71  | 3:57  | 22:37 |       | 0:0* | 0 | 1 | 3 | 34-175   | 0     | 2    |
| Канада         | 0:63  | 7:66  | 7:48  | 0:0*  |      | 0 | 1 | 3 | 14-177   | 0     | 2    |

### Группа C
| Команда   | 1     | 2     | 3     | 4     | 5     | В | Н | П | Разность | Бонус | Очки |
| --------- | ----- | ----- | ----- | ----- | ----- | - | - | - | -------- | ----- | ---- |
| Англия    |       | 0:0*  | 39:10 | 35:3  | 45:7  | 3 | 1 | 0 | 119-20   | 3     | 17   |
| Франция   | 0:0*  |       | 23:21 | 23:21 | 33:9  | 3 | 1 | 0 | 79-51    | 1     | 15   |
| Аргентина | 10:39 | 21:23 |       | 28:12 | 47:17 | 2 | 0 | 2 | 106-91   | 3     | 11   |
| Тонга     | 3:35  | 21:23 | 12:28 |       | 31:19 | 1 | 0 | 3 | 67-105   | 2     | 6    |
| США       | 7:45  | 9:33  | 17:47 | 19:31 |       | 0 | 0 | 4 | 52-156   | 0     | 0    |

### Группа D
| Команда   | 1     | 2     | 3     | 4     | 5     | В | Н | П | Разность | Бонус | Очки |
| --------- | ----- | ----- | ----- | ----- | ----- | - | - | - | -------- | ----- | ---- |
| Уэльс     |       | 29:25 | 29:17 | 43:14 | 35:13 | 4 | 0 | 0 | 136-69   | 3     | 19   |
| Австралия | 25:29 |       | 39:21 | 27:8  | 45:10 | 3 | 0 | 1 | 136-68   | 4     | 16   |
| Фиджи     | 17:29 | 21:39 |       | 45:10 | 27:30 | 1 | 0 | 3 | 110-108  | 3     | 7    |
| Грузия    | 14:43 | 8:27  | 10:45 |       | 33:7  | 1 | 0 | 3 | 65-122   | 1     | 5    |
| Уругвай   | 13:35 | 10:45 | 30:27 | 7:33  |       | 1 | 0 | 3 | 60-140   | 0     | 4    |

* Матчи между Англией и Францией, Новой Зеландией и Италией, Намибией и Канадой были отменены из-за тайфуна Хагибис. Было принято решение зафиксировать в них ничью 0:0 и присвоить командам по 2 очка.

## Плей-офф
|  | Четвертьфиналы              | Четвертьфиналы              |                             |       | Полуфиналы        | Полуфиналы        |  |  | Финал                     | Финал |
|  |                             |                             |                             |       |                   |                   |  |  |                           |       |
|  | 19 октября Оита, ОБД        |                             |                             |       |                   |                   |  |  |                           |       |
|  |                             |                             |                             |       |                   |                   |  |  |                           |       |
|  | Англия                      | 40                          |                             |       |                   |                   |  |  |                           |       |
|  | Англия                      | 40                          | 26 октября Иокогама, Ниссан |       |                   |                   |  |  |                           |       |
|  | Австралия                   | 16                          |                             |       |                   |                   |  |  |                           |       |
|  | Австралия                   | 16                          | Англия                      | 19    |                   |                   |  |  |                           |       |
|  | 19 октября Тёфу, Адзиномото |                             | Англия                      | 19    |                   |                   |  |  |                           |       |
|  |                             | Новая Зеландия              | 7                           |       |                   |                   |  |  |                           |       |
|  | Новая Зеландия              | Новая Зеландия              | 7                           | 46    |                   |                   |  |  |                           |       |
|  | Новая Зеландия              |                             | 2 ноября Иокогама, Ниссан   | 46    |                   |                   |  |  |                           |       |
|  | Ирландия                    | 14                          |                             |       |                   |                   |  |  |                           |       |
|  | Ирландия                    | 14                          | Англия                      | 12    |                   |                   |  |  |                           |       |
|  | 20 октября Оита, ОБД        |                             | Англия                      | 12    |                   |                   |  |  |                           |       |
|  |                             | ЮАР                         | 32                          |       |                   |                   |  |  |                           |       |
|  | Уэльс                       | ЮАР                         | 32                          | 20    |                   |                   |  |  |                           |       |
|  | Уэльс                       | 27 октября Иокогама, Ниссан |                             | 20    |                   |                   |  |  |                           |       |
|  | Франция                     | 19                          |                             |       |                   |                   |  |  |                           |       |
|  | Франция                     | 19                          | Уэльс                       | 16    | Матч за 3-е место | Матч за 3-е место |  |  |                           |       |
|  | 20 октября Тёфу, Адзиномото |                             | Уэльс                       | 16    | Матч за 3-е место | Матч за 3-е место |  |  |                           |       |
|  |                             | ЮАР                         | 19                          |       |                   |                   |  |  |                           |       |
|  | Япония                      | ЮАР                         | 19                          | 3     | Новая Зеландия    | 40                |  |  |                           |       |
|  | Япония                      |                             |                             | 3     | Новая Зеландия    | 40                |  |  |                           |       |
|  | ЮАР                         | 26                          |                             | Уэльс | 17                |                   |  |  |                           |       |
|  | ЮАР                         | 26                          |                             |       | 17                |                   |  |  |                           |       |
|  |                             |                             |                             |       |                   |                   |  |  | 1 ноября Тёфу, Адзиномото |       |
|  |                             |                             |                             |       |                   |                   |  |  |                           |       |

### Финал
Финал чемпионата мира по регби 2019 года состоялся 2 ноября 2019 года на международном стадионе "Ниссан" Иокогама. В матче определялся победитель 9-го чемпионата мира по регби. В финале играли друг против друга сборные Англии и ЮАР, которые ранее встречались в финале чемпионата мира 2007 года. 
Сборная ЮАР стала чемпионом мира, победив Англию со счётом 32:12, и выиграла свой третий титул чемпиона мира — Кубок Уэбба Эллиса поднял над головой капитан команды Сия Колиси. Сборная Англии, проводя свой четвёртый финал Кубков мира, потерпела третье поражение.

## Рекорды
- Самая крупная победа (+63):  Новая Зеландия 63-0  Канада[24]
- Самый результативный матч по количеству очков (80):  Новая Зеландия 71-9  Намибия[25]
- Самая быстрая попытка в матче открытия за всю историю проведения турниров — Кирилл Голосницкий ( Россия, 4-я минута)[26]
- Первый хет-трик по попыткам на турнире — Котаро Мацусима ( Япония)[27].
- Самый быстрый дроп-гол в истории чемпионатов мира — Дэн Биггар[англ.] ( Уэльс, 1-я минута)[28].
- Первый случай победы сборной в чемпионате мира с одним поражением в групповом этапе ( ЮАР).